# 21 Гидры
21 Гидры (лат. 21 Hydrae), KW Гидры (лат. KW Hydrae), HD 79193 — тройная звезда в созвездии Гидры на расстоянии приблизительно 279 световых лет (около 85,7 парсек) от Солнца. Возраст звезды определён как около 540 млн лет.
Пара первого и второго компонентов — двойная затменная переменная звезда типа Алголя (EA). Видимая звёздная величина звезды — от +6,58m до +6,11m. Орбитальный период — около 7,7505 суток.

## Характеристики
Первый компонент — белая звезда спектрального класса A2, или A3IIIm:. Масса — около 1,96 солнечной, радиус — около 2,124 солнечного, светимость — около 21,008 солнечной. Эффективная температура — около 7628 K.
Второй компонент — жёлто-белая звезда спектрального класса F0-1V. Масса — около 1,487 солнечной, радиус — около 1,44 солнечного, светимость — около 4,365 солнечной. Эффективная температура — около 6960 K. Удалён в среднем на 0,116 а.е..
Третий компонент — красный карлик спектрального класса M. Масса — около 194,59 юпитерианской (0,1858 солнечной). Удалён в среднем на 1,884 а.е..